# (8691) Etsuko
(8691) Etsuko est un astéroïde de la ceinture principale.

## Description
(8691) Etsuko est un astéroïde de la ceinture principale. Il fut découvert le 21 octobre 1992 à Yatsugatake par Yoshio Kushida et Osamu Muramatsu. Il présente une orbite caractérisée par un demi-grand axe de 2,44 UA, une excentricité de 0,15 et une inclinaison de 5,5° par rapport à l'écliptique.

## Compléments